# Schloss Oranienburg

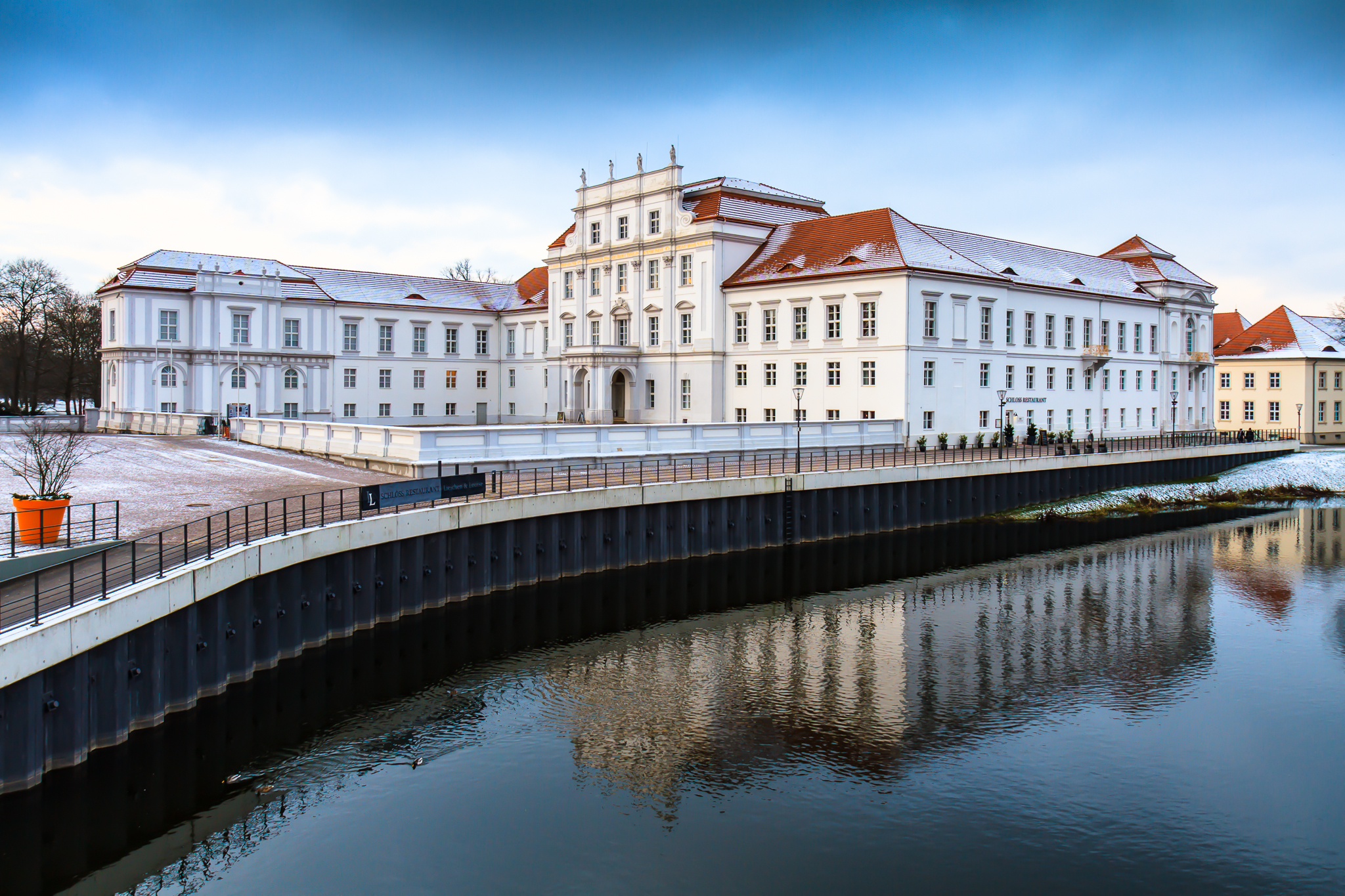
Schloss Oranienburg an der Havel, stadtseitige Front

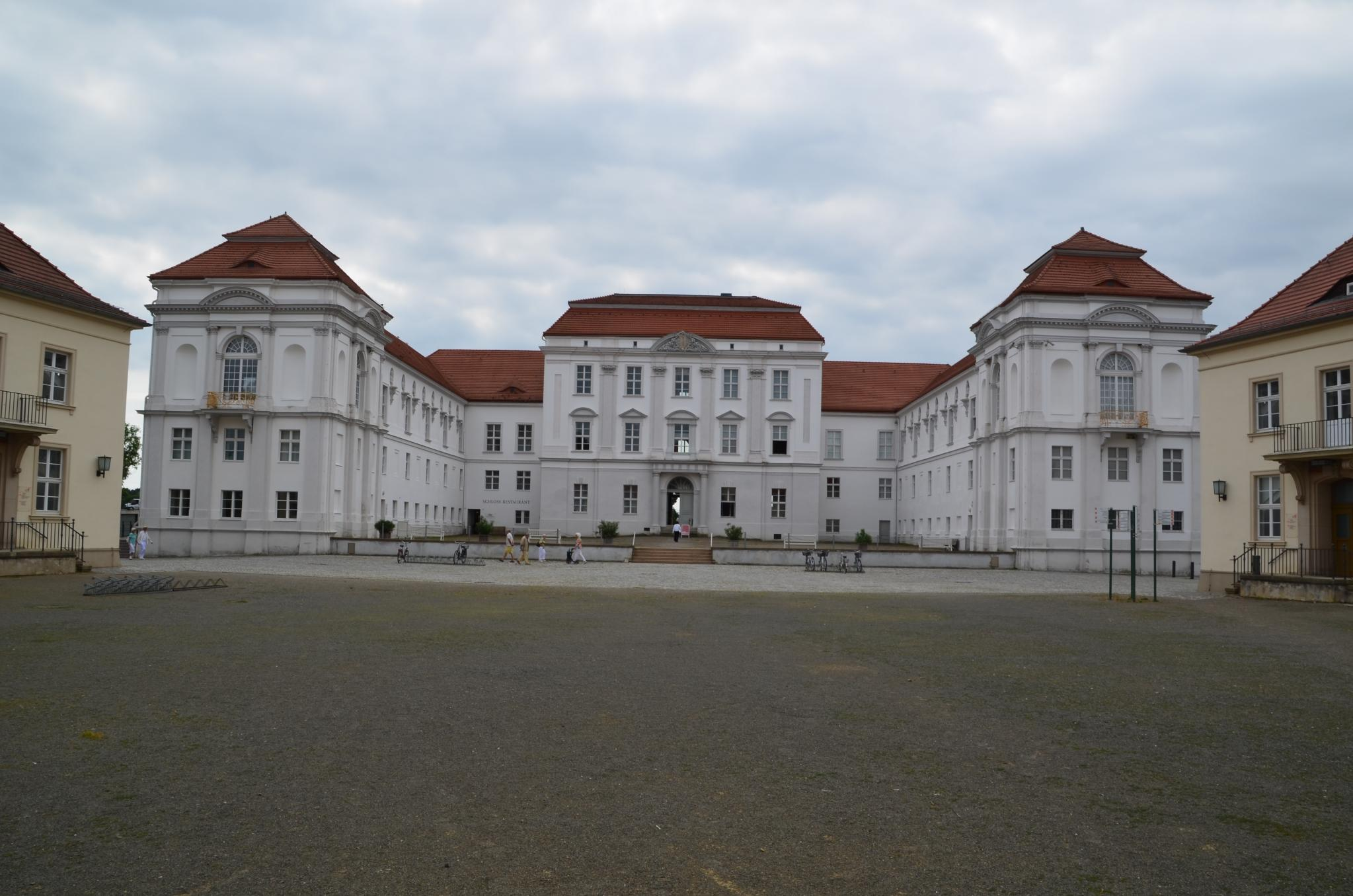
Rückfront

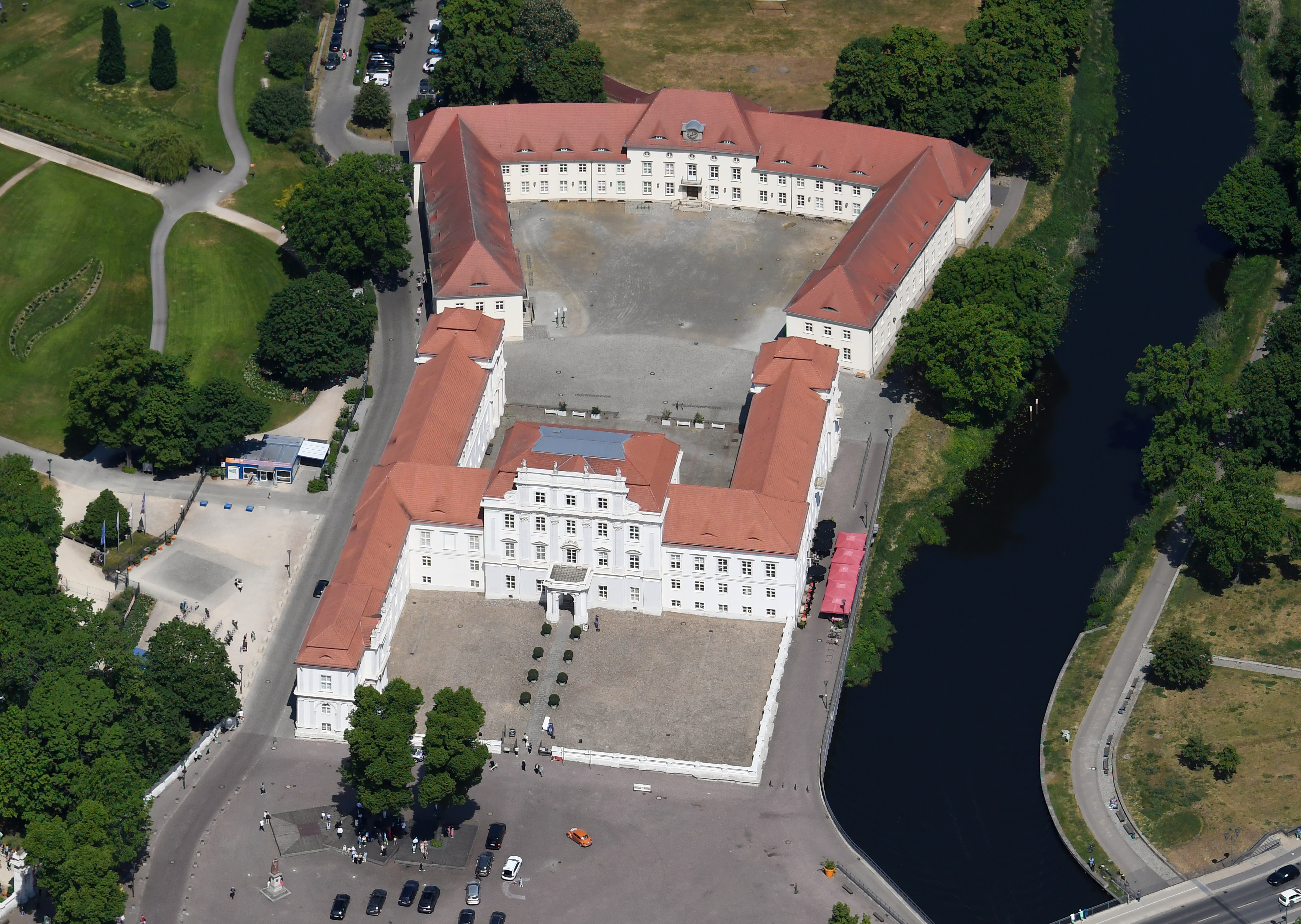
Schloss Oranienburg von Süden aus der Luft gesehen

Das Schloss Oranienburg liegt in Oranienburg, der Kreisstadt des Landkreises Oberhavel im Land Brandenburg. Es ist das älteste Barockschloss in der Mark Brandenburg.

## Geschichte

### Entstehung

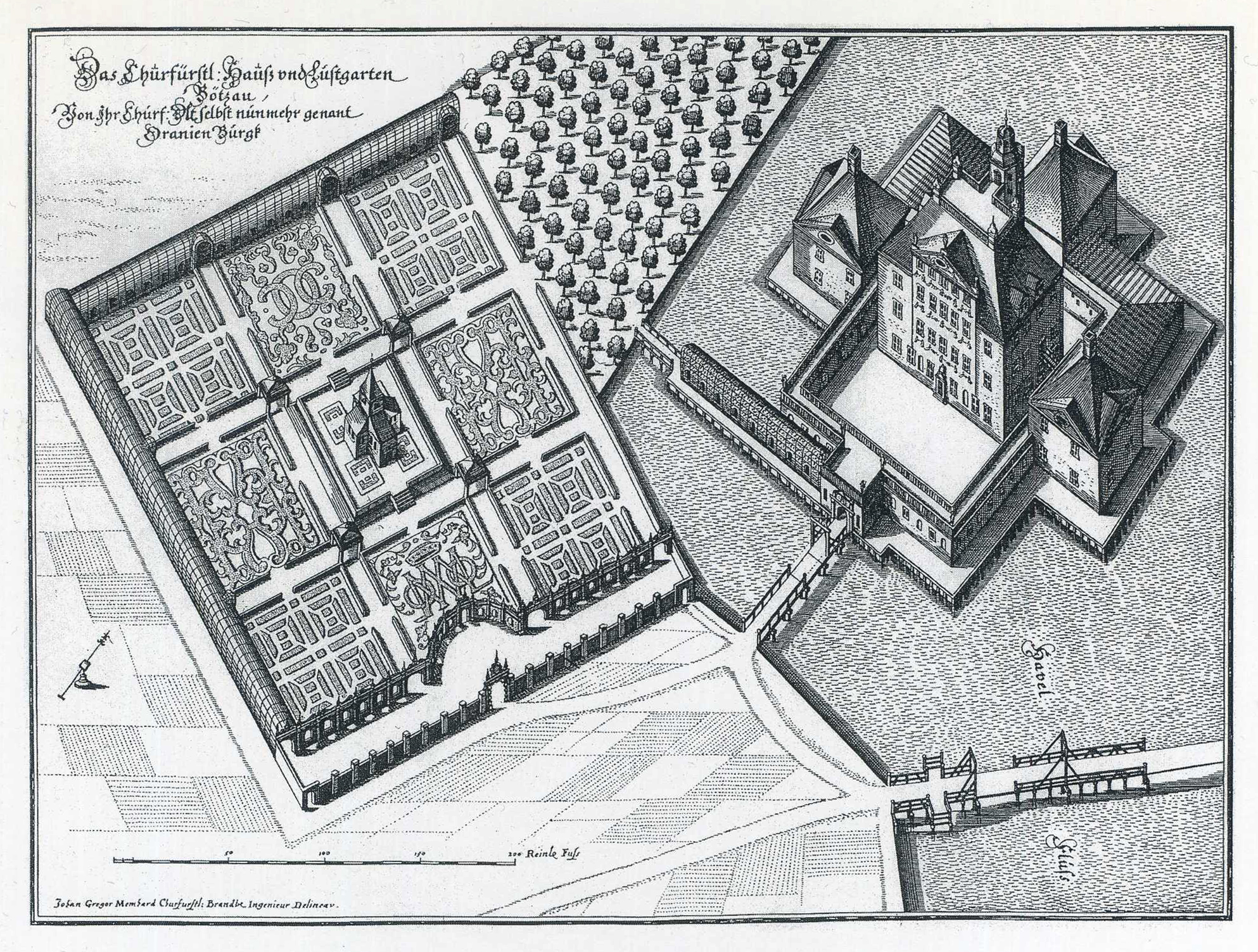
Gesamtansicht 1652

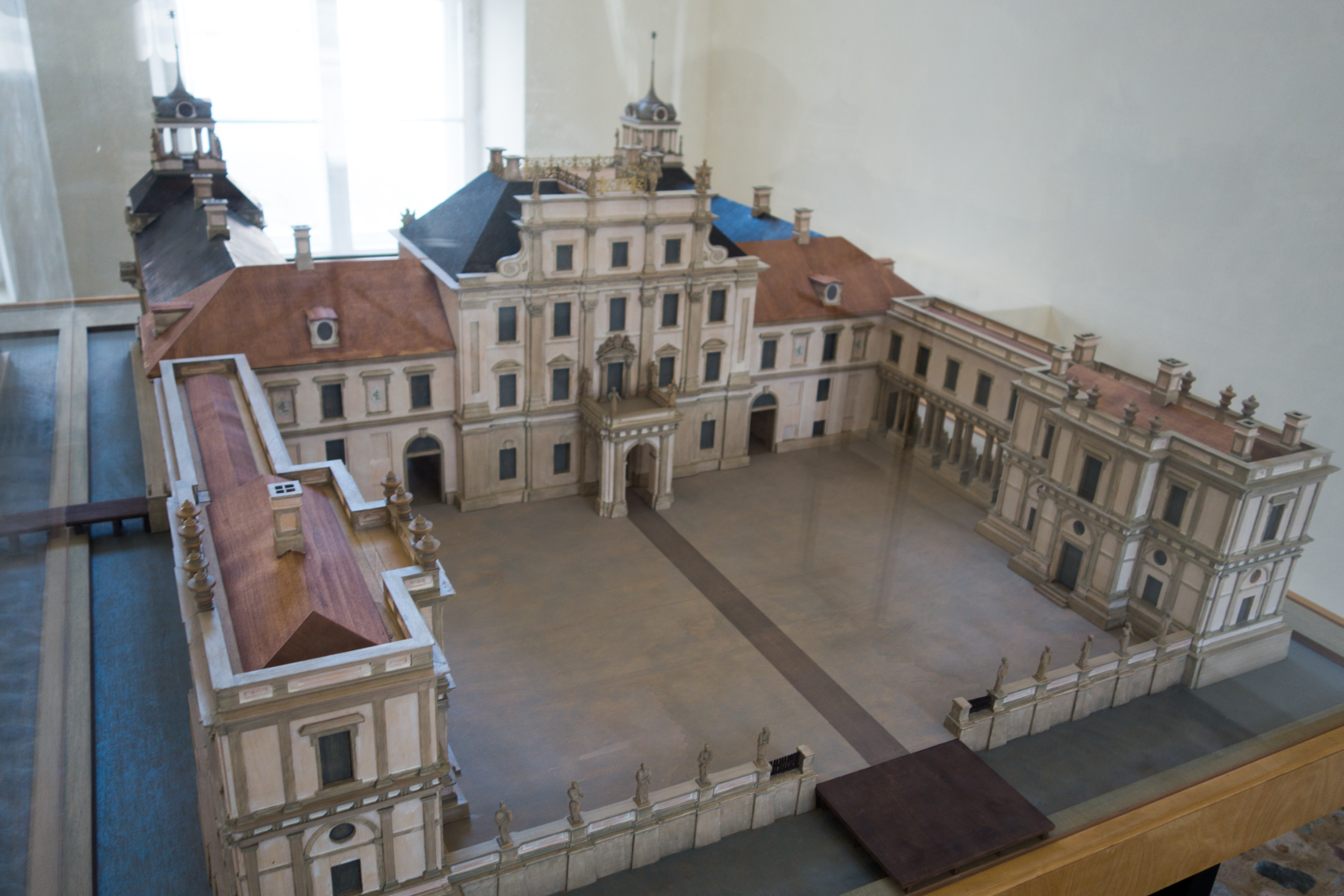
Modell des Schlosses mit zwei Ehrenhöfen. Corps de Logis und rückwärtige Flügel mit Türmen von Memhardt um 1655, die durch Arkaden angebundenen stadtseitigen Pavillons sind Zutaten von Nering bis 1697.

Die slawische Siedlung Bothzowe wurde zum Ort Bötzow, wo die askanischen Markgrafen auf einer Havelinsel eine Burganlage schufen. Diese 1288 erstmals erwähnte Burg sicherte den wichtigen Havelübergang. Nach dem Aussterben der Askanier wechselte die Burg mehrfach den Besitzer, bis sie 1485 durch den Markgrafen Johann Cicero in den Besitz der Hohenzollern kam. Um 1551 ersetzte Kurfürst Joachim II. die Burg durch den Neubau eines Jagdhauses,
„wegen der angenehmen Gegend und guten Gelegenheit zum Jagen“. Sein Nachfolger, Kurfürst Johann Georg, übernahm das Schloss und ließ 1579 das Innere umbauen. Im heutigen Mittelbau des Schlosses sind noch die Baustrukturen dieser Renaissanceanlage zu finden. Zur Zeit des Dreißigjährigen Krieges gibt es keine Nachrichten zum Schicksal des Schlosses.
Das Amt Bötzow war seit 1642 an Frau von dem Knesebeck verpachtet. Theodor Fontane berichtet, die brandenburgische Kurfürstin Luise Henriette von Oranien, erste Gemahlin des Großen Kurfürsten, habe Bötzow bei einem gemeinsamen Jagdausflug mit ihrem Gemahl 1650 kennengelernt. Sie fühlte sich sofort an ihre niederländische Heimat erinnert und war von der Landschaft begeistert. Daraufhin übergab Kurfürst Friedrich Wilhelm seiner Gemahlin am 27. September 1650 das Amt Bötzow samt den dazugehörigen Dörfern auf Lebenszeit als Leibgedinge. Louise Henriette plante hier einen Landsitz im holländischen Stil, der von 1651 bis 1655 entstand. Dabei wurde der Baukörper des Jagdhauses Teil des Mittelbaus des neuen Schlosses.
Johann Gregor Memhardt, der seine Ausbildung in den Niederlanden erhalten hatte, wurde mit der Ausführung des Bauvorhabens betraut. Der Bau war in seiner äußeren Gestalt, mit seiner vertikalen Ausrichtung und dem Turmaufbau, klar an der zeitgenössischen Architektur des holländischen Klassizismus orientiert. 1652 wurde das Schloss durch den Großen Kurfürsten auf den Namen „die Oranienburg“ getauft. Ein Jahr später erhielt auch der Ort Bötzow den Namen „Oranienburg“. 1655 hielt Kurfürstin Louise Henriette feierlichen Einzug im Schloss. Die Arbeiten an Schloss und Garten hielten darüber hinaus an. 1662 begann das Kurfürstenpaar mit der Errichtung des Potsdamer Stadtschlosses, das über die Havel per Schiff von Oranienburg aus erreichbar war.

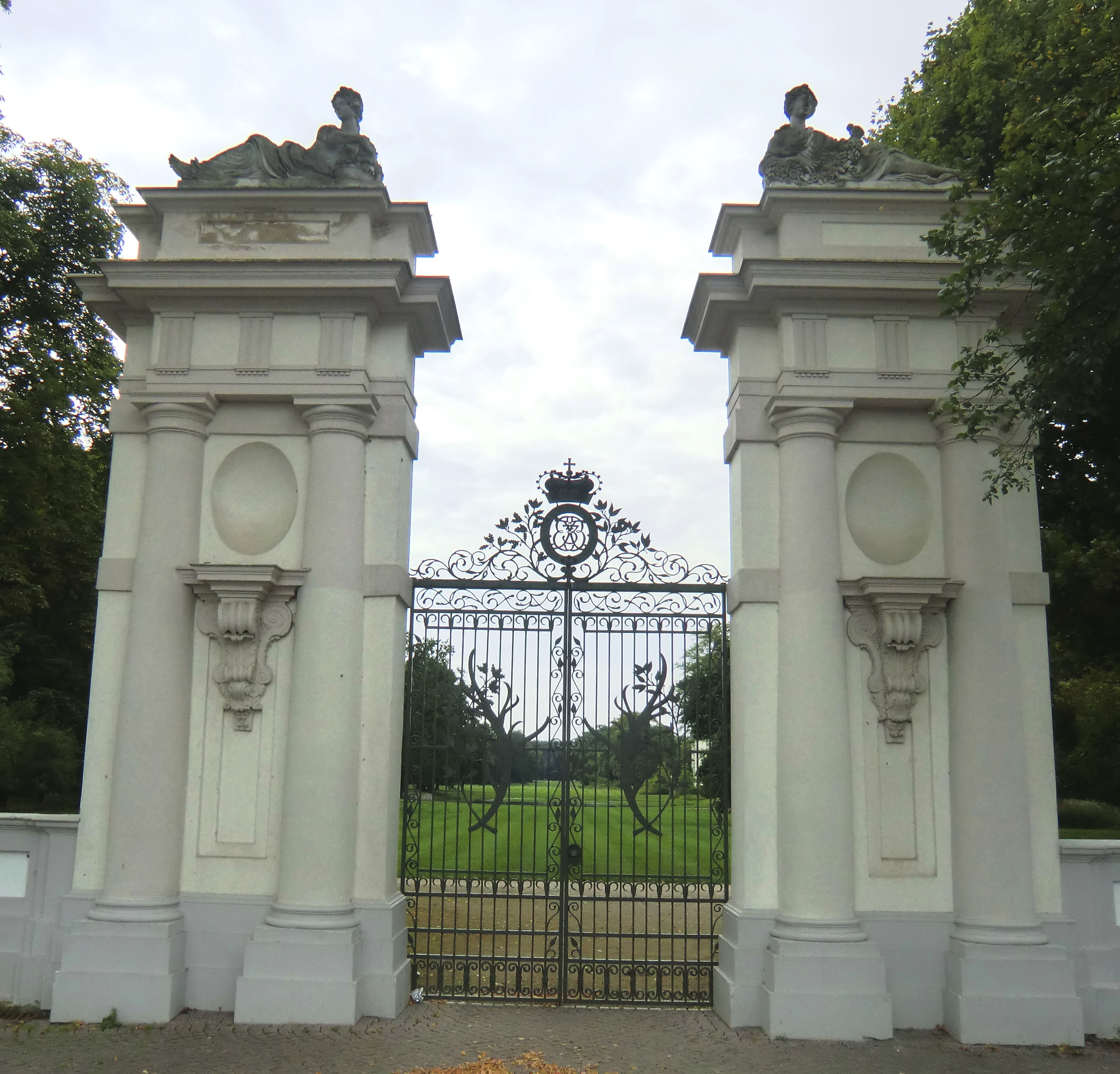
Eingangsportal zum Schlossgarten

Louise Henriette beauftragte ebenfalls Johann Gregor Memhardt mit der Planung und Ausführung eines Lustgartens südwestlich vom Schloss, der typisch holländisch, nicht streng auf das Schloss ausgerichtet war. Das von einer Mauer umgebene Areal war fast quadratisch und streng geometrisch gegliedert. In der Mitte befand sich auf einer kleinen Anhöhe ein als „Grotte“ bezeichnetes kleines Lusthaus. Der Garten selbst diente vorrangig der Kultivierung von Bäumen, Ziersträuchern, Blumen sowie Gemüse. So führte die Kurfürstin u. a. Kartoffeln und Blumenkohl in der Mark Brandenburg ein. Auf Veranlassung von Luise Henriettes Sohn, Kurfürst Friedrich III., entwarf dessen Architekt Johann Arnold Nering 1690 das repräsentative Eingangsportal. Die Eingangspfeiler mit vorgelegten toskanischen Säulenpaaren werden von den allegorischen Figuren „Herbst“ und „Sommer“ bekrönt. Sehenswert ist auch das schmiedeeiserne Portal mit dem Monogramm des Kurfürsten und dem Kurhut.
Schloss Oranienburg ist eines von vier nach dem Hause Oranien benannten Schlössern in Deutschland. Sie wurden für vier Schwestern errichtet, Herrscherinnen, die aus diesem Hause gebürtig waren. Neben Oranienburg sind dies Schloss Oranienstein bei Diez und Schloss Oranienbaum in Anhalt. Das vierte, Schloss Oranienhof bei Bad Kreuznach, existiert nicht mehr.

### Nutzung durch die Kurfürsten

#### Ausbau unter FriedrichIII. (I.)

Das Schloss vor 1700, Datierung im Vergleich anhand bauhistorischer Untersuchungen an dem Schloss Oranienburg 1996–1999. Dipl.-Restaurator Gottfried Grafe

In der Regierungszeit Friedrichs III./I. (1688–1713) wurde Oranienburg eine der bedeutendsten Schloss-, Garten- und Stadtanlagen in der Mark Brandenburg. Ab 1689 ließ der prachtliebende und baufreudige Sohn Louise Henriettes, Kurfürst Friedrich III., Schloss und Garten umbauen und vergrößern. Es entstand ein Gebäudekomplex, der von italienischer und französischer Barockarchitektur beeinflusst war. Bauleitung hatten Arnold Nering bis 1699, danach Eosander von Göthe. Zunächst gab es grundlegende Veränderungen am Corps de Logis, bis 1697 entstanden zwei nördliche Rückflügel mit abschließenden Pavillons, verbunden mit einer begehbaren Arkade.
Unter Eosander von Göthe gab es Veränderungen in der inneren Struktur und Dekoration des Hauses. Höhepunkte waren die Porzellangalerie, das neue Treppenhaus und der Orange Saal. Mit der Errichtung der südlichen Verbindungsflügel zu stadtseitigen Pavillons ab 1709 wurde die Erweiterung der Schlossanlage vollendet. Es entstand ein H-förmiger Grundriss.
So konnte Friedrich I., ab 1701 nun König in Preußen, hier auch als König standesgemäß seinen Repräsentationspflichten nachkommen. Eine Besonderheit war das bei Zeitgenossen berühmte Porzellankabinett, prächtig ausgestattet und mit einem allegorischen Deckengemälde des Hofmalers Augustin Terwesten geschmückt. Die Ausmalung des gewölbten Hasen- (Speise- oder Grotesken-)Saales erfolgte durch den Hofmaler Samuel Theodor Gericke.
Auch die Gartenanlagen, der Lustgarten, wurde aufwändig gestaltet. Dieser wurde aber schon bald zurückgebaut.
Nach dem Tod Friedrichs I. 1713, wurde das Schloss kaum genutzt.  Friedrich Wilhelm I. logierte nur gelegentlich in Oranienburg, nur die allernotwendigsten Gelder wurden für den Schlossunterhalt bewilligt. Im Schlossgarten wurden Lusthäuser und Wasserspiele abgebrochen.

#### Landsitz des Prinzen August Wilhelm
1742 übereignete Friedrich II. seinem jüngeren Bruder August Wilhelm von Preußen, nach dessen Heirat mit Luise Amalie von Braunschweig-Wolfenbüttel, Schloss und Garten Oranienburg. Dieser ließ die verwohnten Barockräume wiederherstellen bzw. dem Zeitgeschmack entsprechend ausgestalten. Der Baumeister Johann Gottfried Kemmeter, der bereits 1727–1729 Ausbesserungsarbeiten am Schloss leitete, nahm im Auftrag des Prinzen erneut Umbauten vor. Lediglich die barocken Stuckdecken blieben unangetastet. Für eine kurze Zeit kehrte durch August Wilhelm noch einmal höfisches Leben im Schloss Oranienburg ein. Zahlreiche Feste wurden hier mit den jüngeren Brüdern Heinrich und Ferdinand und mit Freunden gefeiert. August Wilhelm bewohnte die Räume im Entresolgeschoss, unter der ehemaligen Wohnung Friedrichs I. 1758 starb er hier im Schloss im Alter von nur 35 Jahren. Seine Witwe Luise Amalie nutzte es noch bis zu ihrem Tod 1780.
1794 schenkte Friedrich Wilhelm II., ältester Sohn August Wilhelms, Schloss Oranienburg seiner Schwiegertochter Kronprinzessin Luise.
Sie wohnte mit ihrem Gemahl Friedrich Wilhelm (III.) im Sommer 1794/95 im Schloss Oranienburg.
In den Jahren 1858–60 erfolgte der Umbau zum Königlichen Lehrerseminar (bis 1925). Ab 1878 begann die Umgestaltung des Lustgartens zum Landschaftspark nach Plänen von Ferdinand Jühlke.

### Private Nutzung

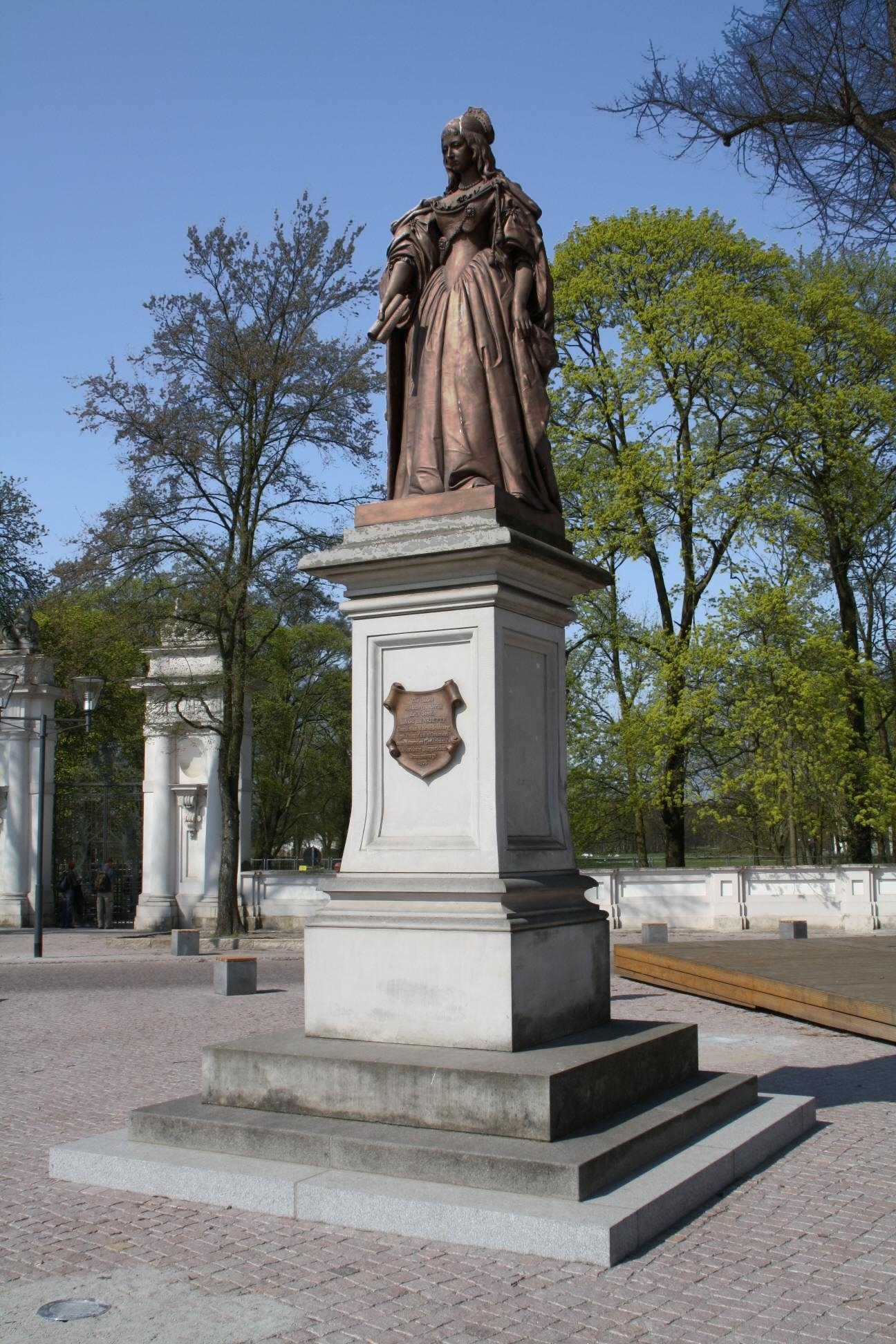
Denkmal für Kurfürstin Luise Henriette

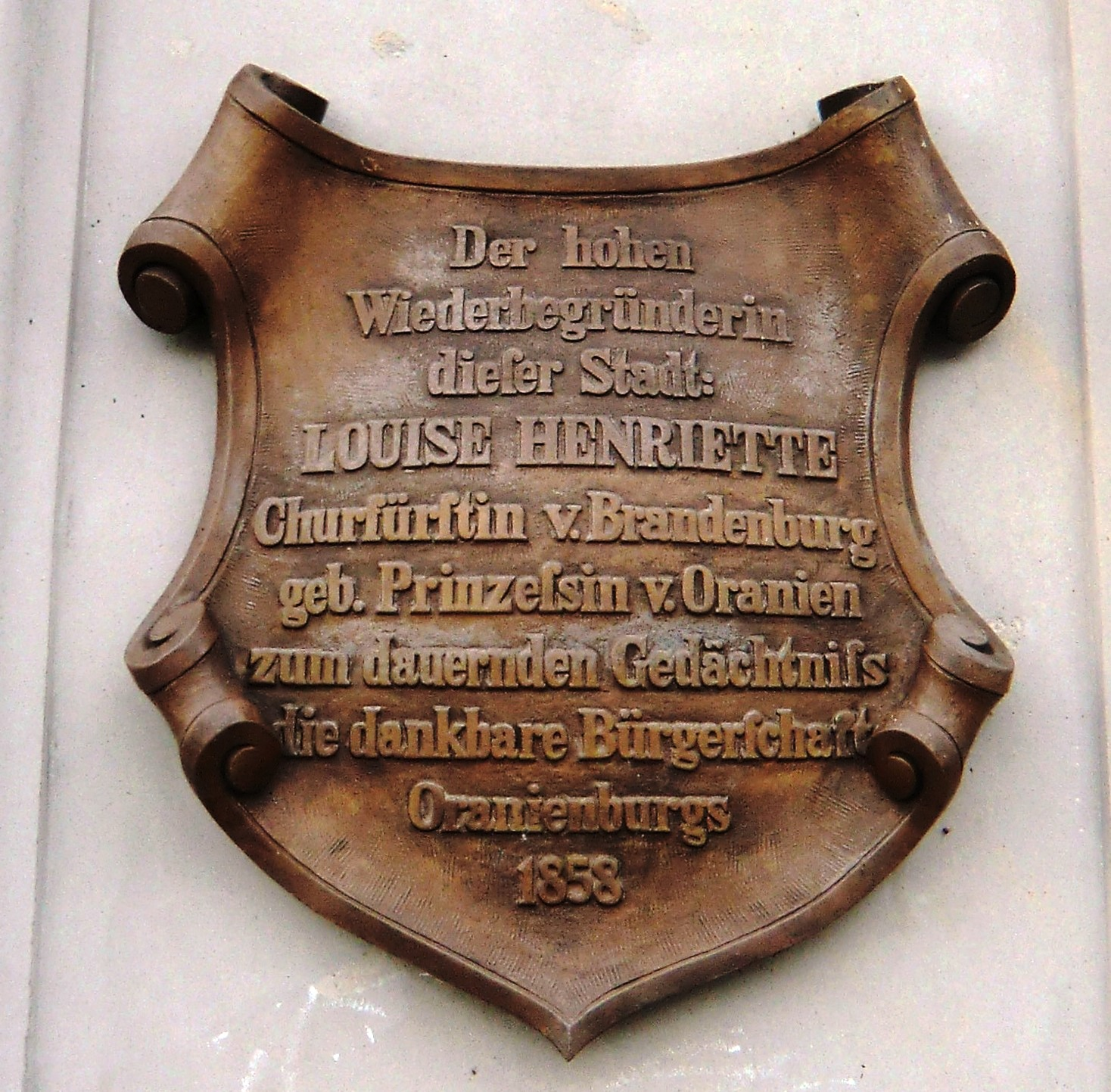
Dank-Inschrift der Bürger Oranienburgs auf dem Denkmal der Kurfürstin

1802 wurde das Schloss durch das königliche Hofmarschallamt an den Apotheker Johann Gottfried Hempel aus Berlin für 12.000 Taler, mit der Verpflichtung hier für 15 Jahre 50 Webstühle zur Baumwollfabrikation zu betreiben, verkauft. Der Krieg gegen Frankreich brachte die Baumwollfabrikation 1807 zum Erliegen. 1814 gründete der Sohn Georg Friedrich Albrecht Hempel im Schloss eine Schwefelsäure-Fabrik., die als erste in Preußen nach dem Bleikammerverfahren produzierte. 1832 ging die „Chemische Produkten-Fabrik“ in die Verwaltung der Königlichen Seehandlung über. Die technische Leitung übernahm der namhafte Chemiker Friedlieb Ferdinand Runge, der 1833 das Anilin, und die Karbolsäure im Steinkohleteer entdeckte. Im selben Jahr wurde der Mittelbau des Schlosses durch einen Brand zu einem erheblichen Teil zerstört. Der Orange Saal und weitere prachtvolle Räume fielen den Flammen zu Opfer.
1835 wurden in der Fabrik die ersten Stearinkerzen hergestellt, 1840 die ersten Paraffinkerzen. 1842 wurde der Südostflügel durch ein Feuer zerstört. Seine Überreste wurden abgebrochen und nie wieder aufgebaut. 1848 wurde die Produktionsstätte aus dem Schloss auf das Mühlenfeld verlagert.
Auf Initiative Friedrich Wilhelms IV. ging das Schloss mit Garten 1851 wieder in die Verwaltung der Königlichen Schlösser über, die es fünf privaten Mietparteien überließ. Parallel wurden verschiedenen Nutzungsmöglichkeiten geprüft.
Ab 1853 wurde die Nutzung als Lehrerseminar in Erwägung gezogen, allerdings wurde erst ab 1857 an der Umsetzung dieses Vorhabens gearbeitet. Der Umbau des Schlosses erfolgte in den Jahren 1858–1860. Allerdings sollten die ehemaligen Wohnräume Friedrichs I. im Nordwestflügel weiterhin der Nutzung durch den König bzw. deren Familie vorbehalten sein. Das Lehrerseminar bestand bis 1925.
Seit dem 18. Juni 1858, ihrem 191. Todestag, steht ein Denkmal für Luise Henriette von Oranien auf dem Schlossplatz Oranienburg, geschaffen von dem Berliner Bildhauer Friedrich Wilhelm Wolff. Anlässlich der Einweihung kündigte König Friedrich Wilhelm IV. an, das Schloss wieder aufbauen zu wollen.

### 20. Jahrhundert

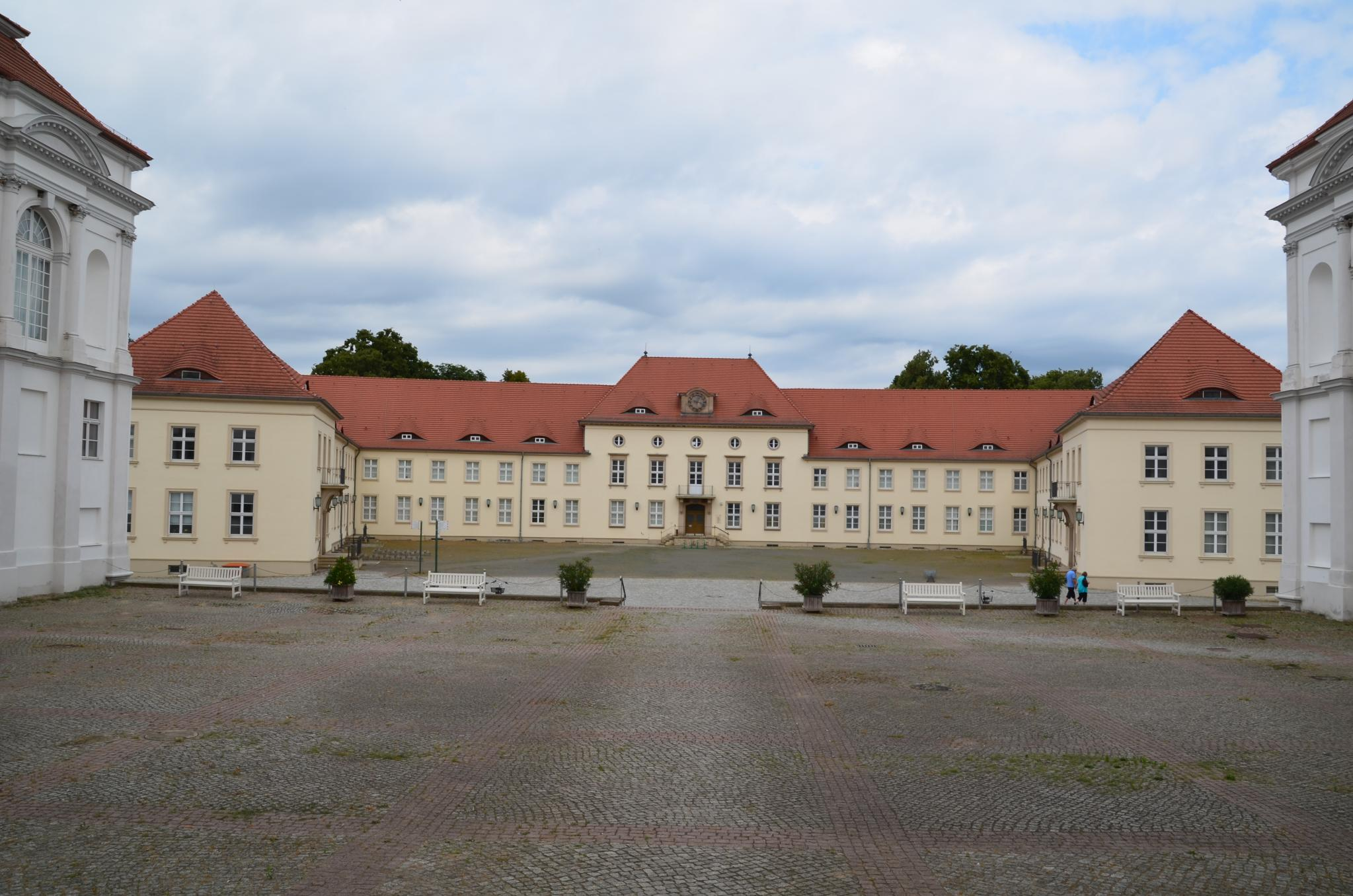
Dem Schloss rückwärtig gegenüberliegende Polizeischule von 1938

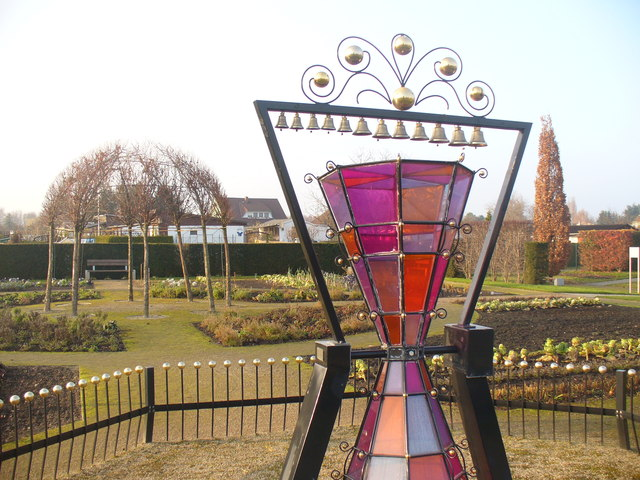
Schlosspark

Bereits Ende des 19. Jahrhunderts befanden sich in einigen Räumen des Schlosses Gemälde bekannter Künstler. Ein Wandbild von Terwesten, welches zuvor mehrfach an andere Standorte gebracht worden war, zeigt eine historische Ansicht des Oranienburger Schlosses und im Vordergrund die damaligen Herrscher Luise Henriette und den Kurfürsten, es hing 1902 im Saal des Königlichen Waisenhauses.
Das Schloss Oranienburg war während der Zeit des Nationalsozialismus in den Jahren 1933–37 Kaserne der SS. Von 1935 bis 1937 lagen hier die SS-Totenkopfverbände für das nahe KZ Sachsenhausen. Die Orangerie diente in dieser Zeit als Pferdestall. 1937 wurde das Schloss umgebaut, dabei entstand das noch heute vorhandene Haupttreppenhaus. Ab 1937 zog die Polizeischule für Auslandsverwendung ein, die zuvor in Berlin-Tempelhof war. Nördlich des Schlossbaus entstand 1938 ein dreiflügliger Erweiterungsbau. In diesem kam ab 1941 die Kolonialpolizeischule unter. Im Zweiten Weltkrieg entstanden bei den Bombenangriffen auf Oranienburg 1944/45 am Schloss erhebliche Schäden. Die Sprengung der Schlossbrücke im April 1945 sorgte für weitere Zerstörung.
Das Schloss wurde 1948–1954 äußerlich wiederhergestellt. Nach vorübergehender Nutzung durch die Rote Armee war es seit 1952 Offiziersschule der Kasernierten Volkspolizei (KVP) und später bis 1990 Kaserne der Grenztruppen der DDR. Die Orangerie diente nach dem Ende des Zweiten Weltkriegs als Notkirche für die zerstörte Kirche St. Nicolai.
1997 wurde das Schloss der Stadt Oranienburg übertragen. Es begannen umfangreiche Sanierungs- und Restaurierungsarbeiten mit einem hohen Anteil an Eigenmitteln sowie Mitteln aus dem Europäischen Fonds für regionale Entwicklung (EFRE) und Landesfördermitteln.
In den Nordostflügel des Schlosses und in den östlichen Bereich des Corps de Logis zog die Stadtverwaltung ein.
1999 wurden mit der großen, auch international beachteten, Ausstellung „Onder den Oranje Boom“ Teile des Schlosses wieder museal zugänglich gemacht. Seit 2001 befindet sich im Nordwestflügel des Schlosses und im westlichen Bereich des Corps de Logis das von der Stiftung Preußische Schlösser und Gärten Berlin-Brandenburg betriebene Schlossmuseum. Der Südwestflügel beherbergt das Kreismuseum des Landkreises Oberhavel.

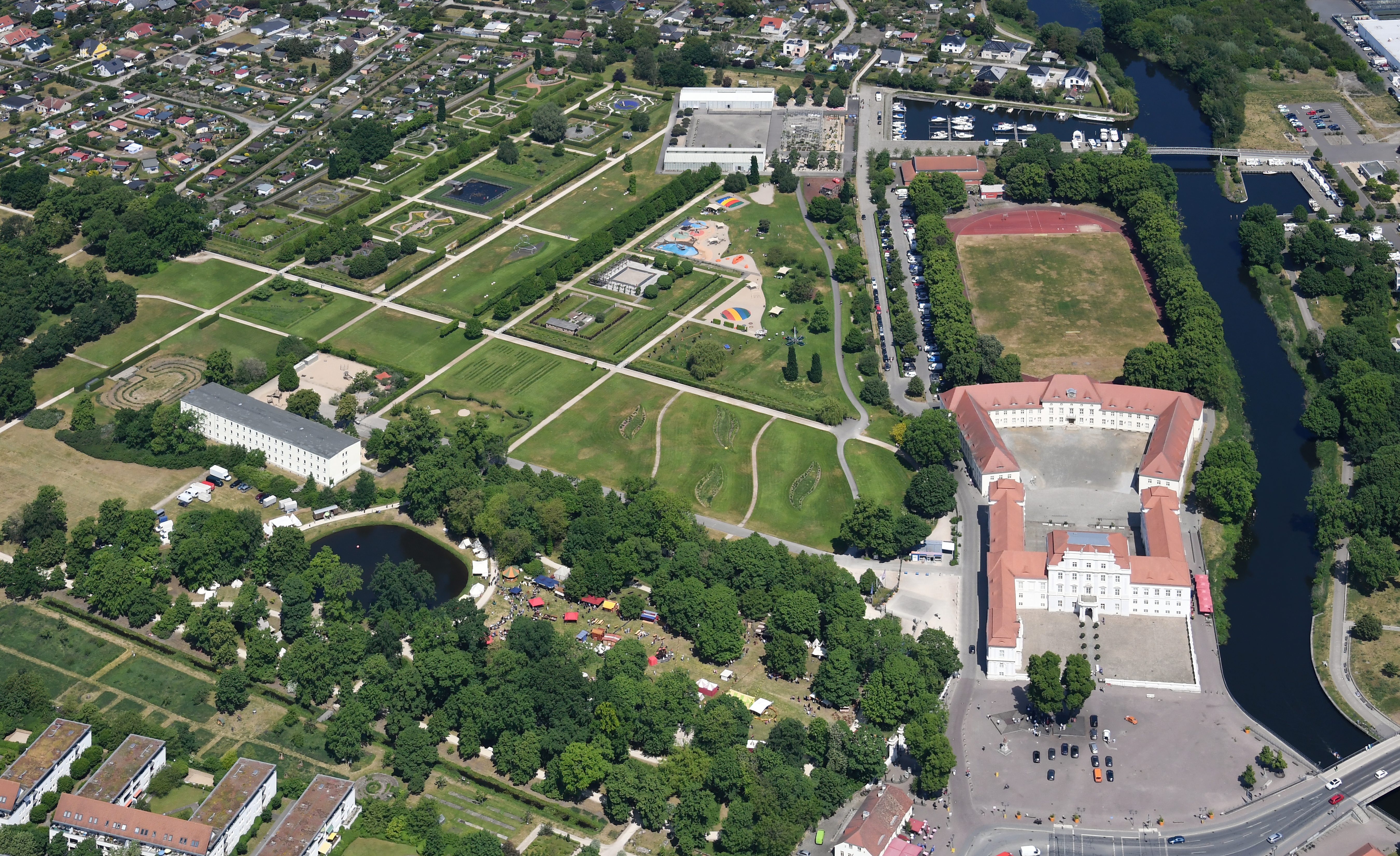
Luftbild des östlichen Teils des Schlossparks

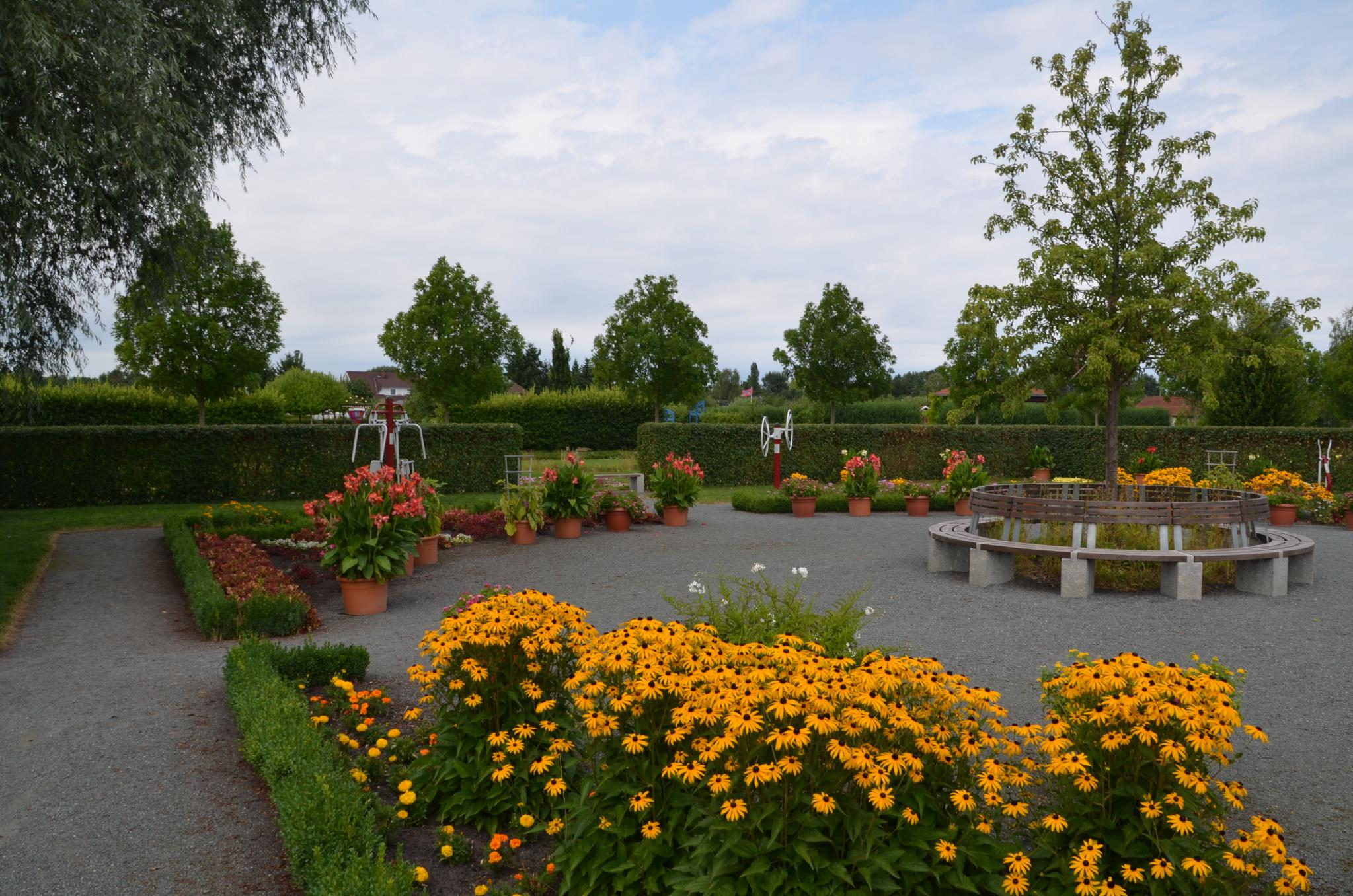
Impressionen Landesgartenschau

### Landesgartenschau 2009
Oranienburg richtete 2009 unter dem Titel Traumlandschaften einer Kurfürstin die vierte brandenburgische Landesgartenschau aus. Sie lief vom 25. April bis zum 18. Oktober dieses Jahres. Das zentrale Projekt zur Vorbereitung war die Umgestaltung der Militärbrache hinter dem Schloss in eine Parkanlage und damit die Wiederherstellung des Schlossparks. Dazu wurden u. a. ein neuer Schlosshafen und eine Havelpromenade angelegt. Zusätzlich wurde die Straßenführung der Hauptstraße geändert und die bis 1901 genutzte Brückentrasse mit einer neu gebauten Schlossbrücke wiederhergestellt. So wurde dem Schloßplatz seine zentrale Bedeutung für die Stadt zurückgegeben. Gleichzeitig wurde mit dem Bau der Nehringstraße zwischen Schloss und Landratsamt eine bisher fehlende dritte Achse geschaffen und damit dem barocken Stadtgrundriss Rechnung getragen. Zahlreiche Ruinengrundstücke und Liegenschaften wurden von der Stadt Oranienburg angekauft, um die städtebaulichen Missstände zu beseitigen. Durch diese Maßnahmen wurde die historische Mitte Oranienburgs städtebaulich erheblich umgestaltet und nachhaltig aufgewertet.